# Robert E. Cramer

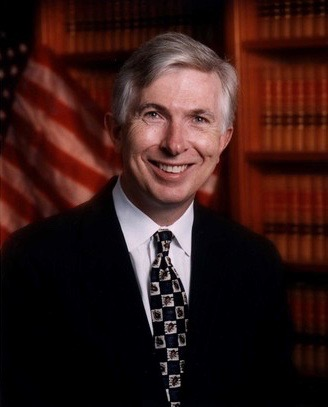
Robert E. Cramer Jr.

Robert E. „Bud“ Cramer Jr. (* 22. August 1947 in Huntsville, Alabama) ist ein US-amerikanischer Politiker der Demokratischen Partei. Er vertrat von 1991 bis 2009 den 5. Kongresswahlbezirk des Bundesstaates Alabama im US-Repräsentantenhaus.

## Leben
Cramer studierte an der University of Alabama, wo er 1969 einen Bachelor of Arts erhielt. 1972 erhielt er einen Juris Doctor an der Law School der Universität. Im selben Jahr trat er in die United States Army ein. Nach Ende seiner aktiven Dienstzeit gehörte er von 1976 bis 1978 der United States Army Reserve an.
Von 1973 bis 1975 war er Assistant District Attorney von Madison County. Anschließend praktizierte er, bis zu seiner Wahl zum District Attorney von Madison County, als Rechtsanwalt. Das Amt des District Attorney hatte er von 1981 bis 1990 inne.
Nachdem der bisherige Kongressabgeordnete Ronnie Flippo sich gegen eine erneute Kandidatur entschieden hatte um sich stattdessen für das Amt des Gouverneurs von Alabama zu bewerben, kandidierte Cramer wiederum um Flippos vakanten Sitz im US-Repräsentantenhaus. Nach seiner erfolgreichen Wahl vertrat Cramer den 5. Kongresswahlbezirk des Bundesstaates Alabama vom 3. Januar 1991 bis zum 3. Januar 2009 im US-Repräsentantenhaus. 2008 verzichtete er auf eine erneute Kandidatur und schied damit nach insgesamt neun Legislaturperioden aus dem US-Repräsentantenhaus aus.

## Parlamentsarbeit
Cramer war Mitglied in folgenden Ausschüssen des Repräsentantenhauses:
- House Committee on Appropriations
  - Subcommittee on Military Quality of Life & Veterans Affairs & Related Agencies
  - Subcommittee on Science, State, Justice, Commerce and Related Agencies
- Permanent Select Committee on Intelligence
  - Subcommittee on Oversight (Ranking Member)
  - Subcommittee on Technical & Tactical Intelligence